# 21854 Brendandwyer
21854 Brendandwyer (1999 TJ147) là một tiểu hành tinh vành đai chính được phát hiện ngày 7 tháng 10 năm 1999 bởi nhóm nghiên cứu tiểu hành tinh gần Trái Đất phòng thí nghiệm Lincoln ở Socorro.